# Palača Schwarzenberg
Palača Schwarzenberg (njem. Palais Schwarzenberg am Schwarzenbergplatz) je barokna palača u Beču. Jedna je od najznamenitijih baroknih građevina Beča.   
Kompleks čine sama palača s dva krila, te park koji ju okružuje, a nalazi se u bečkom trećem bezirku (njem. Bezirk, bečke gradske općine) Landstrase. Osim ove postojala je još jedna palača obitelji Schwarzenberg u bečkom prvom bezirku, odakle nazivi Palača Schwarzenberg na trgu Schwarzenberg (Palais Schwarzenberg am Schwarzenbergplatz) i (bivša) Palača Schwarzenberg na Novom trgu (Palais Schwarzenberg am Neuen Markt).

## Povijest
Izgradnja palače počela je 1697. godine, po narudžbi velikog vojvode Heinricha Franza grofa Mansfelda i kneza od Fondi, konkurenata princa Eugena Savojskog na carskom dvoru. Palača je izvorno sagrađena za grofa Mansfeld-Fondija, pa se u početku nazivala Palača Mansfeld-Fondi. Glavni projektant i voditelj gradnje bio je poznati austrijski barokni arhitekt Johann Lukas von Hildebrandt, koji je također sagradio i znameniti Belvedere princa Eugena.
Palača Schwarzenberg je podignuta u neposrednom susjedstvu Belvederea. Međutim, grof Mansfeld preminuo je još za vrijeme gradnje, a nedovršena palača je prodana 1716. godine kneževima Schwarzenberg. Knez Adam Franz Karl von Schwarzenberg dao je arhitektima Bernhardu Fischeru von Erlahu i Josephu Emanuelu Fischeru von Erlachu da dovrše palaču. Gradnja je konačno završena 1728. godine. Fresku u kupoli oslikao je 1726. godine slikar Daniel Gran.   
Palača i njezine gospodarske zgrade teško su stradale za vrijeme Drugog svjetskog rata. Danas je čitav kompleks restauriran i temeljito uređen.

## Palača Schwarzenberg danas
Do siječnja 2006. palača se djelomično koristila kao hotel (s pet zvjezdica) i restoran. Od kolovoza 2006. dijelovi palače s parkom koriste se za razne priredbe. U palači nalazi se i veleposlanstvo Švicarske i švicarski konzulat. Palača je i dalje u vlasništvu obitelji Schwarzenberg.

## Vanjske poveznice
- Planet Vienna - Palača Schwarzenberg (njem.) (engl.)